# Vähä-Poro
Vähä-Poro är en ö i Finland. Den ligger i sjön Päijänne och i kommunen Jyväskylä i den ekonomiska regionen  Jyväskylä ekonomiska region  och landskapet Mellersta Finland, i den södra delen av landet, 230 km norr om huvudstaden Helsingfors. Öns area är 13,1 hektar och dess största längd är 0,7 kilometer i nord-sydlig riktning.